# فیل بارنز
فیل بارنز (انگلیسی: Phil Barnes؛ زادهٔ ۲ مارس ۱۹۷۹) بازیکن فوتبال اهل بریتانیا است.
از باشگاه‌هایی که در آن بازی کرده‌است می‌توان به باشگاه فوتبال کویینز پارک رنجرز، باشگاه فوتبال روترهام یونایتد، باشگاه فوتبال تورکی یونایتد، باشگاه فوتبال شفیلد یونایتد، باشگاه فوتبال بلکپول، باشگاه فوتبال آلفرتون تاون، باشگاه فوتبال گریمزبی تاون، باشگاه فوتبال گینزبورو ترینیتی، باشگاه فوتبال باکستون، و باشگاه فوتبال هروگیت تاون اشاره کرد.